# Anthaxia fisheri
Anthaxia fisheri är en skalbaggsart som beskrevs av Jan Obenberger 1928. Anthaxia fisheri ingår i släktet Anthaxia och familjen praktbaggar. Inga underarter finns listade i Catalogue of Life.